# Sternapotheke (Gelnhausen)

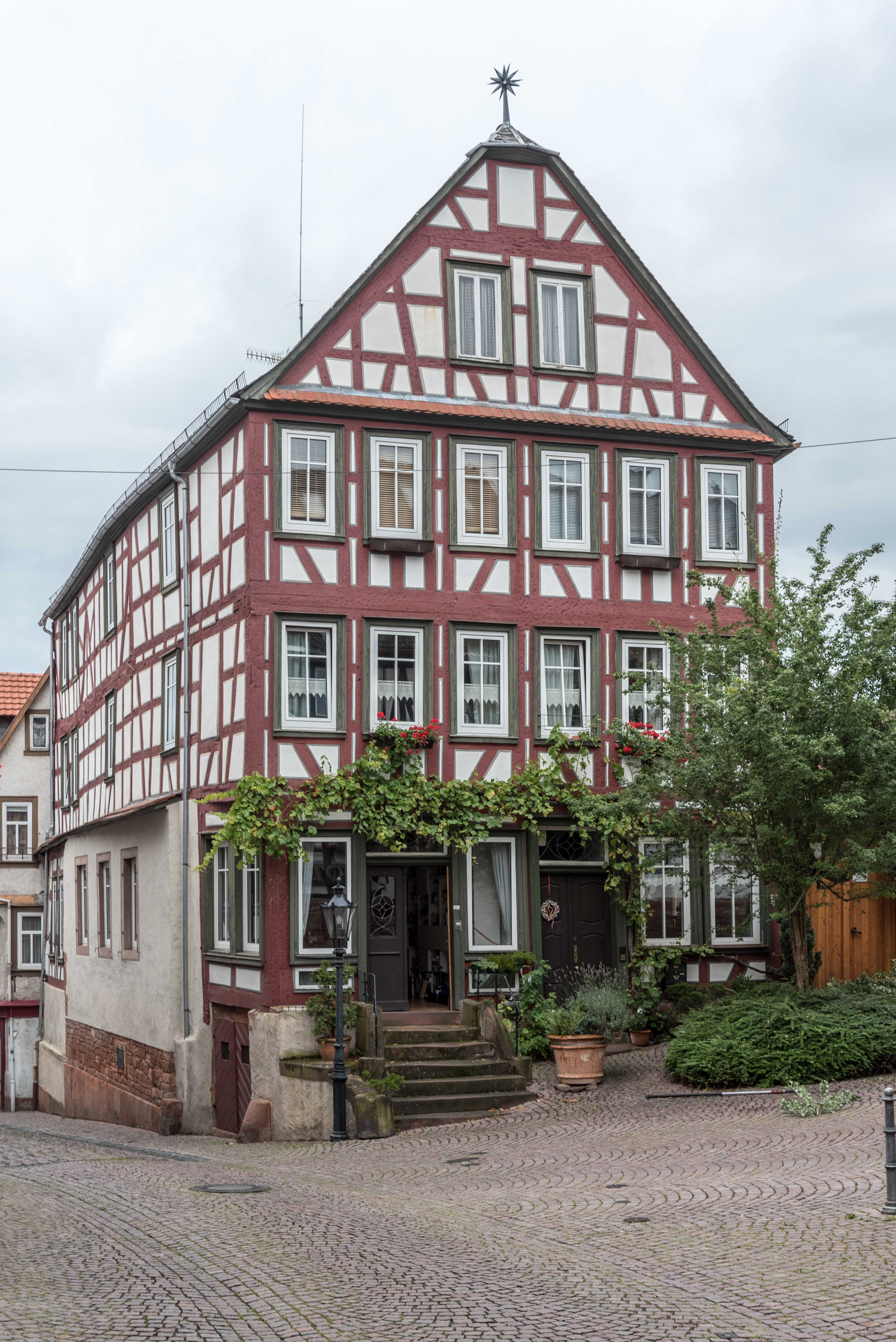
Ehemalige Sternapotheke in Gelnhausen

Das Gebäude der ehemaligen Sternapotheke in Gelnhausen, der Kreisstadt des Main-Kinzig-Kreises im Südosten Hessens, wurde ursprünglich im 14. Jahrhundert errichtet. Das Fachwerkhaus mit der Adresse Alte Schmidtgasse 1 ist ein geschütztes Kulturdenkmal.
Das repräsentative, den Straßenraum prägende Gebäude in Ecklage ist ein zweigeschossiger, langgestreckter Wohnbau, der auf einem massiven Kellergeschoss aus der Zeit um 1350 errichtet wurde. Das Erdgeschoss ist im mittleren Abschnitt massiv und westlich sind die zwei Fensterachsen in Fachwerkbauweise ausgeführt. Der spätere östliche Anbau erfolgte ebenfalls in Fachwerkbauweise. Das erste Obergeschoss in schlichtem Fachwerk ist leicht vorkragend, das zweite Obergeschoss mit breiten Mannfiguren entstand um 1700. Das Krüppelwalmdach hat Aufschieblinge. 
An der Rückseite ist ein leicht spitzbogiges Hoftor mit diamantierten Quadern in Renaissanceformen. 